# Eclipse lunar de 16 de maio de 2003
| Eclipse Lunar Total 16 de maio de 2003 | Eclipse Lunar Total 16 de maio de 2003 |
| --- | -------------------------------------- |
| Eclipse visto de Minneapolis, Minnesota, EUA, 3:17 UTC |                                        |
| A Lua cruzando o hemisfério norte do cone de sombra da Terra, de oeste para leste (da direita para a esquerda), com o disco lunar avermelhado durante a totalidade. |                                        |
| Gamma | +0.4123                                |
| Saros (e membro) | 121 (54 de 82)                         |
| Sequência de eclipses lunares |                                        |
| Anterior | 20 de novembro de 2002                 |
| Próximo | 9 de novembro de 2003                  |
| Duração (hr:mn:sc) |                                        |
| Total | 0:51:25                                |
| Parcial | 3:13:55                                |
| Penumbral | 5:06:37                                |
| Fases e Horários do Eclipse (UTC) |                                        |
| P1 | 1:06:51                                |
| U1 | 2:03:11                                |
| U2 | 3:14:26                                |
| Máximo | 3:40:09                                |
| U3 | 4:05:51                                |
| U4 | 5:17:06                                |
| P4 | 6:13:28                                |
| O trajeto da Lua ao longo do cone de sombra, em nodo descendente, na constelação de Libra.                                                                          |                                        |

O eclipse lunar de 16 de maio de 2003 foi um eclipse lunar total, o primeiro de dois eclipses totais do ano. Teve magnitude umbral de 1,1276 e penumbral de 2,0747.. Marcou o início de uma sequência consecutiva de quatro eclipses totais, conhecida como tétrade, ocorrida entre 2003 e 2004. Os eclipses totais são popularmente chamados de "Luas de Sangue" ou "Luas Vermelhas".
Durante a totalidade, a sombra umbral cobriu toda a superfície lunar, tornando-a com um aspecto de vermelho-rosado relativamente escuro, sendo mais escuro ainda na porção norte do disco, voltada mais para o interior da umbra, enquanto que mais ao sul estava relativamente mais brilhante, por estar mais próxima da fronteira do cone de sombra.
Além disso, o eclipse ficou suficiente próximo do momento exato do perigeu lunar, que é o ponto mais próximo da Lua em relação a Terra, e que quando ocorre durante a fase Nova ou Cheia, é popularmente denominada de "Superlua". Durante a Superlua, há cerca de 14% de aumento do tamanho aparente da superfície e de 30% do seu brilho. Portanto, aconteceu o chamado "Eclipse Total da Superlua".
A Lua cruzou o hemisfério norte da sombra umbral da Terra, em nodo descendente, dentro da constelação de Libra.

## Tétrade
Este eclipse foi o primeiro de uma série de quatro eclipses totais consecutivos, denominada de tétrade, que neste caso ocorre entre 2003 e 2004. A temporada anterior foi entre 1985 e 1986, e a próxima ocorreu entre 2014 e 2015. As tétrades geralmente são compostas por dois eclipses a cada ano, num intervalo de dois anos, e ocorrem de forma irregular ao longo do tempo. As próximas ocorrências desta temporada (2003-2004) foram os eclipses totais de  9 de novembro de 2003,  4 de maio de 2004 e  28 de outubro de 2004.

## Visibilidade
O eclipse será visível sobre as Américas, Antártida, Oceano Atlântico, quase todo a África e o Pacífico, e em boa parte da Europa.
| Simulação da Terra vista da Lua durante o máximo da totalidade - 3:40 UTC. A região Centro-Oeste do Brasil obteve a melhor observação do meio do eclipse, de onde foi visível à meia-noite. |

## Série Saros
Este eclipse pertenceu ao ciclo lunar Saros 121, sendo membro de número 54, num total de 82 eclipses na série. O eclipse anterior da série foi o eclipse total de 4 de maio de 1985, que também foi uma Superlua, e foi o início da temporada anterior de tétrades (1985-86). O próximo será o eclipse total de 26 de maio de 2021, o qual coincidirá novamente com a Superlua.